# Ersin Destanoğlu
Ersin Destanoğlu, né le 1er janvier 2001 à Gaziosmanpaşa en Turquie, est un footballeur turc qui évolue au poste de gardien de but au Beşiktas JK.

## Biographie

### Beşiktas
Né à Gaziosmanpaşa en Turquie, Ersin Destanoğlu est formé par le Beşiktas. Il signe son premier contrat professionnel à seulement seize ans, en septembre 2017. Il joue son premier match en professionnel le 13 juin 2020, lors d'une rencontre de championnat face à Antalyaspor. Son équipe s'incline par deux buts à un ce jour-là.
Le 25 août 2020, il joue son premier match de Ligue des champions lors d'une rencontre qualificative face au PAOK Salonique. Il est titularisé et son équipe s'incline par trois buts à un.
Le 1er octobre 2022, Ersin Destanoğlu signe un nouveau contrat avec Beşiktas, étant désormais lié au club jusqu'en juin 2026.

### En équipe nationale
Il représente les moins de 17 ans de 2017 à 2018, pour un total de quatre matchs.
Destanoğlu joue également avec les moins de 19 ans (en). Il participe à cinq matchs avec cette sélection entre 2019 et 2020.
Le 4 septembre 2020, Ersin Destanoğlu joue son premier match avec l'équipe de Turquie espoirs en étant titularisé face à Andorre. Son équipe s'impose par un but à zéro ce jour-là.

## Statistiques

### Statistiques détaillées
| Saison                | Club                  | Championnat           | Championnat | Championnat | Coupe(s) nationale(s) | Coupe(s) nationale(s) | Supercoupe | Supercoupe | Compétition(s) continentale(s) | Compétition(s) continentale(s) | Compétition(s) continentale(s) | Total | Total |
| Saison                | Club                  | Division              | M.          | B.          | M.                    | B.                    | M.         | B.         | Comp.                          | M.                             | B.                             | M.    | B.    |
| 2019-2020             | Beşiktaş JK           | Süper Lig             | 8           | 0           | -                     | -                     | -          | -          | -                              | -                              | -                              | 8     | 0     |
| 2020-2021             | Beşiktaş JK           | Süper Lig             | 35          | 0           | 1                     | 0                     | -          | -          | C1                             | 1                              | 0                              | 37    | 0     |
| 2021-2022             | Beşiktaş JK           | Süper Lig             | 32          | 0           | 3                     | 0                     | 1          | 0          | C1                             | 5                              | 0                              | 41    | 0     |
| 2022-2023             | Beşiktaş JK           | Süper Lig             | 9           | 0           | 2                     | 0                     | -          | -          | -                              | -                              | -                              | 11    | 0     |
| 2023-2024             | Beşiktaş JK           | Süper Lig             | 7           | 0           | -                     | -                     | -          | -          | C4                             | 3                              | 0                              | 10    | 0     |
| Total sur la carrière | Total sur la carrière | Total sur la carrière | 91          | 0           | 6                     | 0                     | 1          | 0          | -                              | 9                              | 0                              | 107   | 0     |

## Palmarès

### En club
| Beşiktas JK - Championnat de Turquie - Champion en 2021 - Coupe de Turquie - Vainqueur en 2021 - Supercoupe de Turquie - Vainqueur en 2021 (en) |